# Чемпионат мира по стрельбе 1927
Чемпионат мира по стрельбе 1927 года прошёл в Риме (Итальянское королевство).

## Общий медальный зачёт
| Место | Страна     | Золото | Серебро | Бронза | Всего |
| ----- | ---------- | ------ | ------- | ------ | ----- |
| 1     | Швейцария  | 6      | 4       | 2      | 12    |
| 2     | Италия     | 3      | 3       | 2      | 8     |
| 3     | Франция    | 1      | 0       | 2      | 3     |
| 4     | США        | 1      | 0       | 1      | 2     |
| 5     | Швеция     | 0      | 2       | 2      | 4     |
| 6     | Дания      | 0      | 1       | 0      | 1     |
| 6     | Нидерланды | 0      | 1       | 0      | 1     |
| 8     | Испания    | 0      | 0       | 1      | 1     |
| 8     | Польша     | 0      | 0       | 1      | 1     |
| Всего | Всего      | 11     | 11      | 11     | 33    |

## Медалисты
| Дисциплина                                    | Золото                                                                                      | Серебро                                                                                  | Бронза |
| --------------------------------------------- | ------------------------------------------------------------------------------------------- | ---------------------------------------------------------------------------------------- | --- |
| Винтовка с трёх позиций, 300 метров           | Йосиас Хартман                                                                              | Карл Циммерман                                                                           | Олле Эрикссон |
| Винтовка с трёх позиций, 300 метров (команды) | Швейцария · Йосиас Хартман · Вальтер Линхард · Фриц Кюхен · Джузеппе Пелли · Карл Циммерман | Швеция · Олле Эрикссон · Мориц Эрикссон · Кнут Кнутссон · Эрик Ольссон · Ивар Вестер     | США · Вильям Брюс · Рэймонд Коултер · Маннинг Додсон · Пол Мартин · Лоуренс Нюсляйн                                       |
| Винтовка лёжа, 300 метров                     | Вильям Брюс                                                                                 | Мориц Эрикссон                                                                           | Ивар Вестер |
| Винтовка с колена, 300 метров                 | Йосиас Хартман                                                                              | Карл Циммерман                                                                           | Вальтер Линхард |
| Винтовка стоя, 300 метров                     | Йосиас Хартман                                                                              | Карл Циммерман                                                                           | Раймон Дюран |
| Армейская винтовка с трёх позиций, 300 метров | Карло Панца                                                                                 | Риккардо Тикки                                                                           | Джан Кантони |
| Армейская винтовка лёжа, 300 метров           | Франко Микели                                                                               | Риккардо Тикки                                                                           | Мариан Боржемски |
| Армейская винтовка с колена, 300 метров       | Риккардо Тикки                                                                              | Йоханнес Схёйтер                                                                         | Фриц Кюхен |
| Армейская винтовка стоя, 300 метров           | Луи Гуэри                                                                                   | Джан Кантони                                                                             | Карло Панца |
| Произвольный пистолет, 50 метров              | Вильхельм Шнидер                                                                            | Август Видеркер                                                                          | Андре де Жаммоньер |
| Произвольный пистолет, 50 метров (команды)    | Швейцария · Фриц Бальмер · Роберт Блюм · Вильхельм Шнидер · Август Видеркер · Фриц Цулауф   | Дания · Анкер Болл · Кристиан Лерман · Паул Мёллер · Кристен Мёллер · Эрик Соттер-Лассен | Испания · Антонио Бонильа Санмартин · Хосе Бенто Лопес · Луис Калвет Сандос · Хулио Кастро дель Росарио · Гарсиа Мартинес |